# Vicente Romero Fernández
Vicente Romero Fernández (Cajamarca, 7 de diciembre de 1955) es un policía peruano en retiro, con el rango de general. Fue ministro del Interior del Perú durante el gobierno de Dina Boluarte, desde el 13 de enero hasta el 17 de noviembre del 2023, y en el gobierno de Pedro Pablo Kuczynski, desde el 27 de diciembre del 2017 hasta el 2 de abril del 2018.

## Biografía
Vicente Romero nació el 7 de diciembre de 1955 en la provincia de Cutervo en Cajamarca.
En 1974 ingresó como Guardia-Alumno de caballería a la Escuela de Guardias del Centro de Instrucción de la Guardia Civil del Perú. En 1977 ingresa como cadete a la Escuela de Oficiales del Centro de Instrucción de la Guardia Civil del Perú, egresando en diciembre de 1979 con el grado de Alférez de caballería e integrando la LVII promoción "Capitán GC Virgilio Ocampo Ponce" - Los audaces.
Fue jefe de la Dirección Ejecutiva Antidrogas (Dirandro) y jefe de Estado Mayor de la Policía Nacional del Perú. Asimismo, fue director de la Policía Nacional del Perú desde el 27 de agosto del 2015 hasta el 11 de septiembre del 2017.
En la política postuló sin éxito en 2018 a regidor de la Municipalidad Metropolitana de Lima por el partido Solidaridad Nacional. Actualmente está afiliado al partido Somos Perú desde el 2024.

## Ministro del Interior

#### Gobierno de PPK (2017-2018)
El 27 de diciembre de 2017, a propuesta de la entonces primera ministra del Perú Mercedes Aráoz, Vicente Romero fue nombrado y juramentado por el presidente Pedro Pablo Kuczynski como ministro del Interior del Perú, tras la renuncia de Carlos Basombrío por los vínculos de Kuczynski con el Caso Odebrecht. Sin embargo, su nombramiento generó polémicas debido a unas imágenes en el que se le aprecia entregando calendarios oficialistas en el gobierno de Alberto Fujimori. Ante esto, Romero se defendió alegando que su participación solo se debió como parte de sus funciones como oficial de la PNP.

#### Gobierno de Dina Boluarte (2023)
El 13 de enero de 2023, fue nombrado y posesionado por la presidenta Dina Boluarte, como ministro del Interior del Perú. Mantuvo este cargo, hasta el 17 de noviembre del mismo año.